# Lualhati Bautista
Lualhati Bautista   (Tondo, 2 de desembre de 1945 - Quezon City, 12 de febrer de 2023) va ser una escriptora, novel·lista, activista liberal i crítica política filipina. Les seves novel·les més populars inclouen Dekada '70; Bata, Bata, Pa'no Ka Ginawa?; i 'GAPÔ.
Bautista va morir a casa seva el 12 de febrer de 2023, als 77 anys.